# Bartender
En bartender serverer drikke – ofte med alkohol – til kunderne i en bar. Bartenderen arbejder på steder som barer, pubber, restauranter og diskoteker, besidder både jobbet som udskænker og kunderelation, og arbejder typisk med cocktails, vin og øl – i stigende omfang også med diverse kaffeprodukter som cafe latte og espresso.
Bartenderen skal kende stedets drinkskort (herunder også øl mv.), udføre let rengøring og generel kundepleje. Bartenderen skal tillige sikre, at eventuelle krav til aldersgrænse for udskænkning af alkoholiske drikke overholdes.

## Aflønning
Aflønning som bartender kan ske på flere måder. I Danmark består lønnen ofte af en grundløn plus eventuelle drikkepenge, men nogle steder får bartenderne alene en fast løn, mens den andre steder alene består af drikkepenge.

## Uddannelse
I Danmark er der tre veje til at blive bartender:
- Man kan blive professionel bartender på Teknisk Skoles tjeneruddannelse.
- Man kan tage på et bartenderkursus, der udbydes af forskellige firmaer – en del af dem tilbyder efterfølgende jobgaranti i Danmark eller udlandet.
- Man kan troppe op på sit lokale diskotek og spørge, om de mangler en bartender.